# Zagarolo
Zagarolo es una localidad italiana de la provincia de Roma, región de Lacio, con 16 877 habitantes.

## Evolución demográfica
| Gráfica de evolución demográfica de Zagarolo entre 1861 y 2001 |
|                                                                |
| Fuente ISTAT - elaboración gráfica de Wikipedia                |

## Ciudades hermanadas
- Nelahozeves
- Six-Fours-les-Plages